# Ванн-ле-Шатель
Ванн-ле-Шате́ль (фр. Vannes-le-Châtel) — коммуна во французском департаменте Мёрт и Мозель региона Лотарингия. Относится к  кантону Коломбе-ле-Бель.	

## География

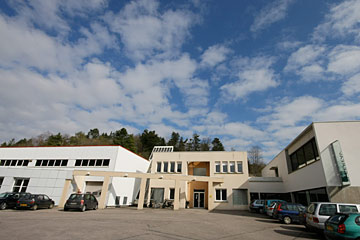
Ванн-ле-Шатель. Европейский центр стекольного искусства.

Ванн-ле-Шатель 	расположен в 34 км к юго-западу от Нанси. Соседние коммуны: Аллам и Баризе-ла-Кот на востоке, Баризе-о-Плен и Соксюр-ле-Ванн на юго-востоке, Паньи-ла-Бланш-Кот и Шампуньи на западе, Юрюфф и Жибоме на северо-западе.

## История
- Коммуна в течение 2 веков была известна своим стекольным промыслом.
- В 1980 году здесь основали Европейский центр по исследованию и образованию в области стекольного искусства (фр. Centre européen de recherches et de formation aux arts verriers).

## Демография
Население коммуны на 2010 год составляло 573 человека.
| 1962 | 1968 | 1975 | 1982 | 1990 | 1999 | 2010 |
| ---- | ---- | ---- | ---- | ---- | ---- | ---- |
| 620  | 582  | 512  | 563  | 519  | 518  | 573  |

## Достопримечательности
- Церковь конца XVIII века.
- Часовня стекольщиков XIX века.